# Груднина

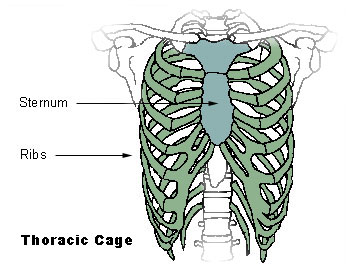
Грудна клітка людини

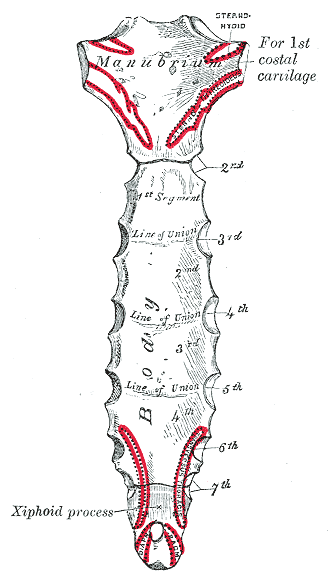
Грудина людини

Грудни́на, груди́на, грудна́ кі́стка (лат. sternum від дав.-гр. στέρνον — «груди, грудна клітка») — плоска кістка, до якої кріпляться передні кінці ключиць і 2—7 пар ребер. У ній виділяють: руків'я (manubrium sterni) — найширшу верхню частину, тіло (corpus sterni) і мечоподібний відросток (processus xiphoideus). На середині краніального краю рукоятки є яремна вирізка, по боках якої є ключичні вирізки для прикріплення ключиць. На латеральних краях рукоятки є вирізки для 1-ї пари ребер та верхніх країв 2-ї. Тіло груднини розширяється донизу, на його вентральній поверхні є чотири шорсткі лінії — сліди зрощення чотирьох окремих сегментів груднини. По краях тіла є вирізки для 2—7-ї пар ребер. Мечоподібний відросток вирізок не має. У новонародженої дитини груднина складається із 4-5 окремих частин, сполучених між собою прошарками хрящової тканини. У віці 17—18 років починається зрощення знизу вгору і завершується воно у віці 30—35 років. У чоловіків груднина довша, ніж у жінок.